# (5931) Zhvanetskij
(5931) Zhvanetskij es un asteroide perteneciente al cinturón de asteroides, región del sistema solar que se encuentra entre las órbitas de Marte y Júpiter, más concretamente a la familia de Zhvanetskij, descubierto el 1 de abril de 1976 por Nikolái Stepánovich Chernyj desde el Observatorio Astrofísico de Crimea (República de Crimea).

## Designación y nombre
Designado provisionalmente como 1976 GK3. Fue nombrado Zhvanetskij en homenaje al escritor ruso Mikhail Zhvanetskij, cuyo talento satírico ha ganado reconocimiento a nivel nacional. Ganó el festival internacional "Gold Ostap" en 1993 y el premio independiente "Triumph" en 1995. También es ciudadano honorario de Odessa, presidente del Club Mundial de Ciudadanos de Odessa y titular de la orden "Friendship of peoples".

## Características orbitales
Zhvanetskij está situado a una distancia media del Sol de 3,180 ua, pudiendo alejarse hasta 3,798 ua y acercarse hasta 2,562 ua. Su excentricidad es 0,194 y la inclinación orbital 16,90 grados. Emplea 2072,02 días en completar una órbita alrededor del Sol.

## Características físicas
La magnitud absoluta de Zhvanetskij es 12. Tiene 20,927 km de diámetro y su albedo se estima en 0,053. 